# Diplopleura curacaoensis
Diplopleura curacaoensis är en djurart som tillhör fylumet slemmaskar, och som beskrevs av Stiasny-Wijnhoff 1925. Diplopleura curacaoensis ingår i släktet Diplopleura och familjen Lineidae. Inga underarter finns listade i Catalogue of Life.